# Carol Lynley
Carol Lynley est une actrice américaine née le 13 février 1942 à New York (États-Unis) et morte le 3 septembre 2019 à Pacific Palisades (Los Angeles, États-Unis),.

## Biographie
Carol Lynley est le pseudonyme de Carole Ann Jones, née à Manhattan de Frances (née Felch) et de Cyril Jones. Son père est irlandais et sa mère, originaire de la Nouvelle-Angleterre, est d'ascendance anglaise, écossaise, galloise et allemande. Elle a étudié la danse dans son enfance. Ses parents ont divorcé quand elle était enfant et sa mère a travaillé comme serveuse jusqu'à ce que les revenus de sa fille provenant du mannequinat soient suffisants pour subvenir aux besoins de la famille.

### Carrière

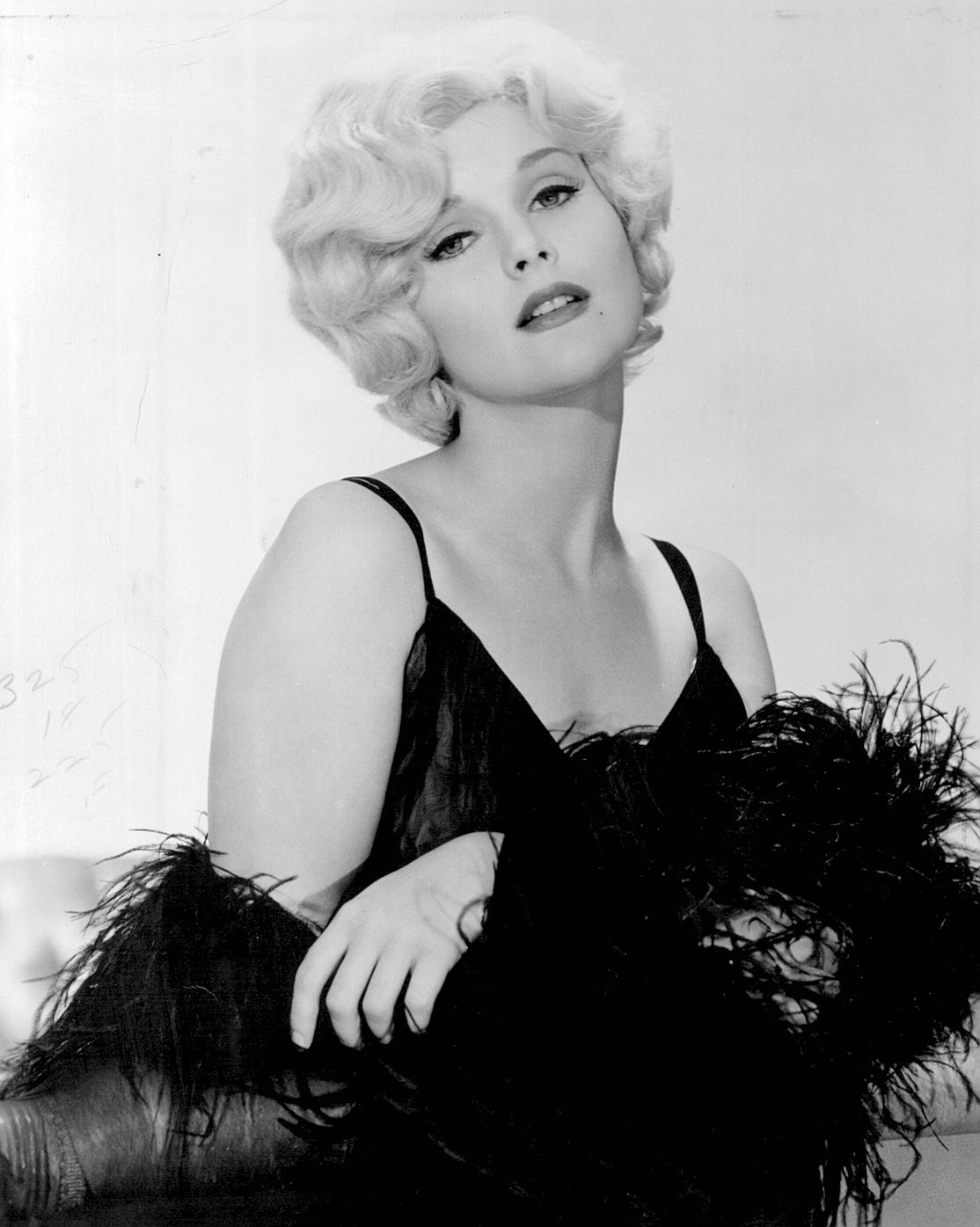
Carol Lynley dans le rôle de Jean Harlow dans le film Harlow (1965).

Avant ses premiers pas au cinéma pour le film de Disney Lueur dans la forêt (1958), le numéro du 22 avril 1957  de Life consacre cinq pages à la comédienne alors âgée de 15 ans.
Les débuts sont rapides pour cette jeune fille  blonde aux yeux bleus avec Robert Aldrich dans El Perdido ou Otto Preminger dans Le Cardinal. Elle incarne Alison McKenzie dans Les lauriers sont coupés ou la célèbre blonde platine dans Harlow.

Bunny Lake a disparu (d'Otto Preminger) reste sa meilleure création.

Elle pose nue pour le numéro de mars 1965 de Playboy (mais non comme playmate), dans un article intitulé « Carol Lynley Grows Up » ("Carol Lynley grandit", pages 108-115 : elle a alors 23 ans).
Elle fut pressentie pour être l'héroïne de Bonnie and Clyde (rôle finalement dévolu à Faye Dunaway). 
Parmi d'autres acteurs, L'Aventure du Poséidon est son dernier film important. Ensuite, elle enchaîne une série de films B (souvent d'horreur) et a été la guest-star de nombreux téléfilms et séries télévisées (entre autres l'épisode des Envahisseurs : « Les défenseurs »). Et elle a également joué dans plusieurs épisodes de L'Île fantastique.

### Vie privée

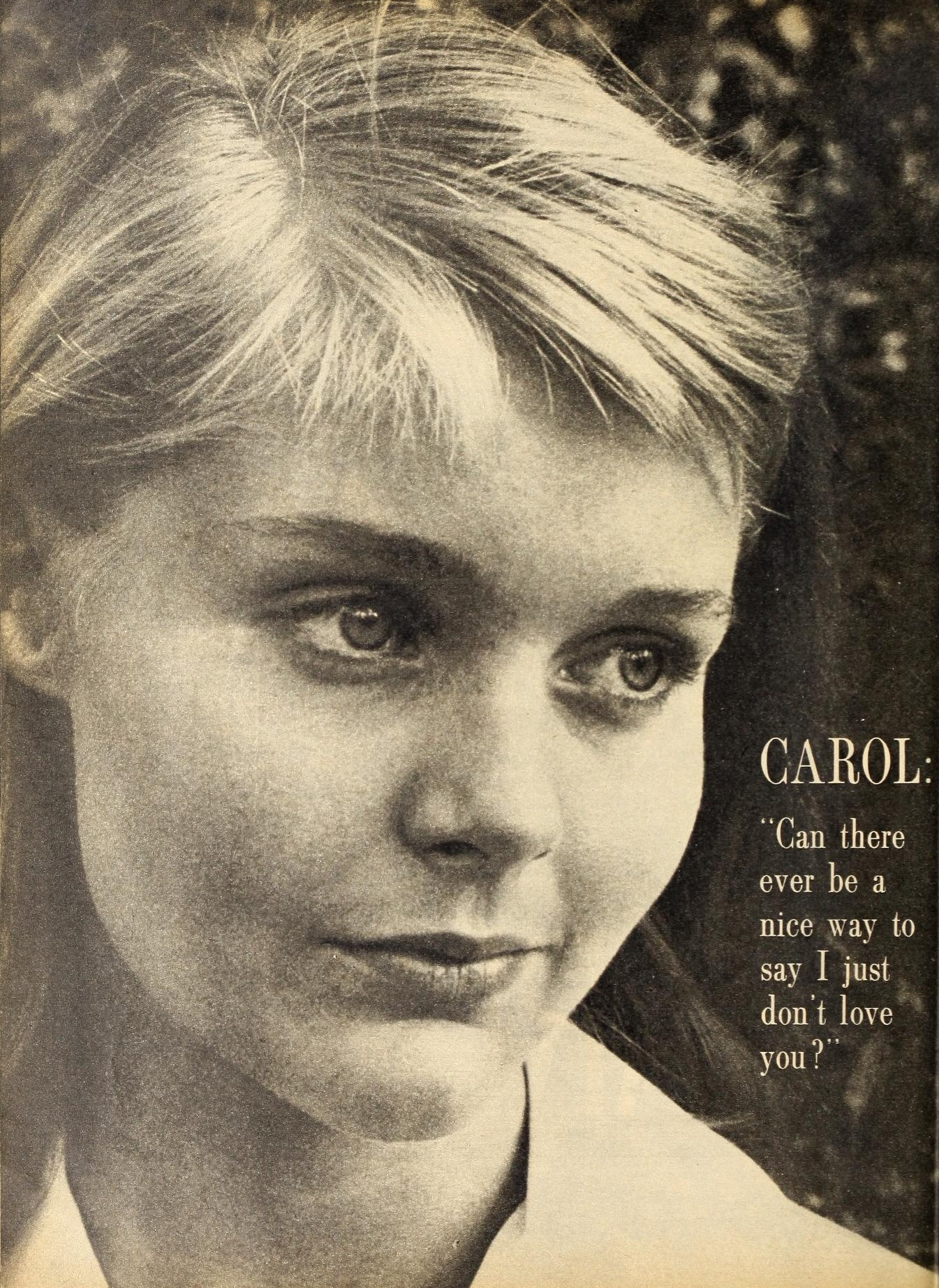
Carol Lynley en 1960.

En 1960, elle epouse le publiciste Michael Selsman. Ils ont eu une fille, Jill Selsman, devenue réalisatrice de films en court métrage et leur mariage se termine par un divorce en 1964.

### Décès
Elle meurt le 3 septembre 2019, âgée de 77 ans, d'une attaque cardiaque à son domicile californien de Pacific Palisades ,.

## Filmographie partielle

### Cinéma
- 1958 : Lueur dans la forêt (The Light in the Forest) d'Herschel Daugherty : Shenandoe
- 1959 : Qu'est-ce qui fait courir les filles? (en) (Holiday for Lovers) d'Henry Levin : Betsy Dean
- 1959 : Blue-jeans (en) (Blue Denim) de Philip Dunne : Janet Willard
- 1959 : Le Vagabond des Bois Maudits (Hound-Dog Man) de Don Siegel : Dony Wallace
- 1961 : Les lauriers sont coupés (Return to Peyton Place) de José Ferrer : Allison
- 1961 : El Perdido (The Last sunset) de Robert Aldrich : Melissa 'Missy' Breckenridge
- 1963 : Les Loups et l'Agneau (The Stripper) de Franklin J. Schaffner : Miriam Caswell
- 1963 : Le Cardinal (The Cardinal) d'Otto Preminger : Mona Fermoyle / Regina Fermoyle
- 1963 : Oui ou non avant le mariage ? (Under the Yum Yum Tree) de David Swift : Robin Austin
- 1964 : Shock Treatment de Denis Sanders : Cynthia Lee Albright
- 1964 : Trois Filles à Madrid (The Pleasure Seekers) de Jean Negulesco : Maggie Williams
- 1965 : Bunny Lake a disparu (Bunny Lake is Missing) d'Otto Preminger : Ann Lake
- 1965 : Harlow d'Alex Segal : Jean Harlow
- 1967 : La Malédiction des Whateley (The Shuttered Room) de David Greene : Susannah Whately Kelton / Sarah
- 1969 : The Maltese Bippy (en) de Norman Panama : Robin Sherwood
- 1969 : Histoire d'un meurtre (Once You Kiss a Stranger…) de Robert Sparr : Diana
- 1970 : Norwood de Jack Haley Jr. : Yvonne Phillips
- 1972 : Attention au blob ! (Beware ! The Blob) de Larry Hagman : Leslie
- 1972 : L'Aventure du Poséidon (The Poseidon Adventure) de Ronald Neame : Nonnie Parry
- 1976 : Bad Georgia Road de John C. Broderick (en) : Molly Golden
- 1979 : Le Chat et le Canari (The Cat and the Canary) de Radley Metzger : Annabelle West
- 1979 : Alerte dans le cosmos (The Shape of Things to Come) de George McCowan : Nikki
- 1983 : Vigilante (Street Gang) de William Lustig : L'assistante du procureur Mary Fletcher
- 1991 : Hurlements VI: Les monstres (Howling VI : The Freaks) de Hope Perello : Eddington
- 1999 : Drowning on Dry Land de Carl Colpaert : Marge
- 2002 : A Light in the Forest (en) de John Carl Buechler : Irène
- 2006 : Vic (en) de Sage Stallone : Carrie Lee

### Télévision

#### Séries télévisées
- 1957 : Alfred Hitchcock présente : Janice (saison 3, épisode 9)
- 1967 : Les Envahisseurs (The Invaders) : Elise Reynolds (saison 2, épisode 14)
- 1971 : Mannix : Dorothy Kinman (saison 4, épisode 21)
- 1973: Thriller de Brian Clemens: If it's a Man, Hang Up! (saison 5, épisode 1)
- 1981 : Pour l'amour du risque (Hart to Hart) : Eva Drake / Ann Marie Fabro  (saison 3, épisode 3)

#### Téléfilms
- 1968 : Shadow on the Land (en) de Richard C. Sarafian : Abigail 'Abby' Tyler
- 1983 : Balboa de James Polakof : Erin Blakely